# المحراق (جبلة)

تعديل مصدري - تعديل

المحراق محلة تابعة لقرية عدن الكبر، التابعة لعزلة الشهلي بمديرية جبلة إحدى مديريات محافظة إب في الجمهورية اليمنية، بلغ تعداد سكانها 81 حسب تعداد اليمن لعام 2004.